# Star Life
Star Life (раније Fox Life) јест телевизијски канал у власништву компаније Disney, чији се програм емитује у Латинској Америци, Европи и Јапану. На каналу се приказују бројне серије, ситкоми, теленовеле и филмови новије продукције.

## Star Life у Србији
Star Life (тада Fox Life) у Србији се почео емитовати 9. новембра 2007. путем кабловске телевизије.

### Програм
- Али Мекбил - Тренутно се емитује
- Ало, ало!
- Америчка хорор прича
- Богобојажљиве намигуше - Тренутно се емитује
- Бостонски адвокати
- Братства и Сестринства
- Брачне воде
- Брука
- Брза Италијанска кухиња - Тренутно се емитује
- Васпитање за почетнике
- Вил и Грејс
- Водич за стил Тима Гана - Тренутно се емитује
- Гимназијске трауме
- Да, драга
- Дарма и Грег
- Девица Џејн
- Два момка, девојка и пицерија
- Двери
- До Посла и Назад
- Доба љубави
- Додир
- Доктор Хаус
- Женске приче
- Живот према Џиму
- Живот с Френ
- Живот у ауту
- Живот у предграђу
- Затрпани ђубретом - Тренутно се емитује
- Изгубљен случај
- Илај Стоун
- Једном давно - Тренутно се емитује
- Како је бити Ерика - Тренутно се емитује
- Како сам упознао вашу мајку - Тренутно се емитује
- Као случајно
- Кет и Ким
- Књижарка
- Ко је Саманта?
- Ко жив, ко мртав
- Кугар Таун
- Купид
- Лака зарада
- Лекар по поруџбини
- Лудница у Кливленду - Тренутно се емитује
- Симпсонови - Тренутно се емитује
- Срећни Луи
- Љубавне поруке
- Малколм у средини
- Мајке плесача - Тренутно се емитује
- Мелиса и Џои - Тренутно се емитује
- Ментално
- Момци са Медисона
- Најгора недеља мог живота
- Не веруј комшиници из стана 23
- Необична породица
- Ни на карти
- Нова девојка - Тренутно се емитује
- Очајне домаћице - Тренутно се емитује
- Опседнути
- Освета - Тренутно се емитује
- Парови
- Пепер Денис
- Породица Ћезарони
- Госпођица Фарах
- Породично благо Џина Симонса
- Права крв
- Прва петорка
- Прљави секси новац
- Превртљива правда - Тренутно се емитује
- Пројекат "Модна Писта" - Тренутно се емитује
- Приватна пракса - Тренутно се емитује
- Рајлијев живот - Тренутно се емитује
- Разведени Гари
- Риба
- Рокерка Рита
- Ружна Бети
- Све испочетка
- Све је релативно
- Све што нисте знали о љубави
- Све што нисте знали о љубави: Парови
- Сви воле Рејмонда
- Сви градоначелникови људи
- Свита
- Секс и град - Тренутно се емитује
- Сексуално васпитање - Тренутно се емитује
- Сестра Џеки
- Слободни стрелци
- Софи Паркер
- Срећни Луи
- Срећни завршеци
- Стажисти
- Суперзвезде плеса
- Судије за стил - Тренутно се емитује
- Тело је доказ - Тренутно се емитује
- Тера Нова
- Тори и Дин: Венчања из бајки
- Тражим девојку
- Увек је сунчано у Филаделфији
- Увод у анатомију - Тренутно се емитује
- Удар грома
- Украси мој дом
- Улица сећања - Тренутно се емитује
- Управа
- Управљање Вајлдом - Тренутно се емитује
- Хоуп и Фејт - Тренутно се емитује
- Хари воли Лизу - Тренутно се емитује
- Џои
- Џордан - Тренутно се емитује
- Шапат духова - Тренутно се емитује
- Школа за парове
- Шта је са Брајаном?
- Штиклама до врха
- Слатке мале лажљивице (ТВ серија) - Тренутно се емитује
- Kraljice Vriska - Тренутно се емитује